# Ідічу
Ідічу (рум. Idiciu) — село у повіті Муреш в Румунії. Входить до складу комуни Бахня.
Село розташоване на відстані 241 км на північний захід від Бухареста, 30 км на південь від Тиргу-Муреша, 86 км на південний схід від Клуж-Напоки, 112 км на північний захід від Брашова.

## Населення
За даними перепису населення 2002 року у селі проживали 374 особи. Рідною мовою 373 особи (99,7%) назвали румунську.
Національний склад населення села:
| Національність | Кількість осіб | Відсоток |
| -------------- | -------------- | -------- |
| цигани         | 198            | 52,9%    |
| румуни         | 175            | 46,8%    |